# Saison 3 de This Is Us
Chronologie
Saison 2 Saison 4
Cet article présente le guide des épisodes de la troisième saison de la série télévisée américaine This Is Us.

## Généralités
- Aux États-Unis, la saison est diffusée du 25 septembre 2018 au 2 avril 2019 sur le réseau NBC.
- Au Canada anglophone, la saison a été diffusée en simultané sur le réseau CTV.

## Distribution

### Acteurs principaux
Adultes
- Milo Ventimiglia (VF : Rémi Bichet) : Jack Pearson
- Mandy Moore (VF : Aurore Bonjour) : Rebecca Pearson
- Sterling K. Brown (VF : Eilias Changuel) : Randall Pearson
- Chrissy Metz (VF : Véronique Alycia) : Kate Pearson
- Justin Hartley (VF : Martial Le Minoux) : Kevin Pearson
- Susan Kelechi Watson (VF : Céline Ronté) : Beth Pearson
- Chris Sullivan (VF : Pascal Casanova) : Toby
- Jon Huertas (VF : Serge Faliu) : Miguel
- Melanie Liburd : Zoe[1]
- Lyric Ross : Déjà[2]

Adolescents
- Hannah Zeile (VF : Lisa Caruso) : Kate Pearson
- Niles Fitch : Randall Pearson
- Logan Shroyer (VF : Gwenaël Sommier) : Kevin Pearson

Enfants
- Faithe Herman : Annie Pearson
- Eris Baker (VF : Lola Krellenstein) : Tess Pearson
- Mackenzie Hancsicsak (VF : Lisa Caruso) : Kate Pearson
- Parker Bates : Kevin Pearson
- Lonnie Chavis : Randall Pearson

### Acteurs récurrents
- Rob Morgan : Solomon Brown[3]
- Yetide Badaki : Chichi[4]

### Invités
- Michael Angarano : Nicky[5]
- Jane Kaczmarek : Lois[6]
- Goran Višnjić (VF : Maurice Decoster) : Vincent Kelly, professeur de danse de Beth (jeune) (saison 3, épisode 13)

## Épisodes

### Épisode 1:Soirée mémorable
- États-Unis /  Canada : 25 septembre 2018 sur NBC[7] / CTV
- France :
  - 30 septembre 2018 sur Canal+ Séries (en VOSTFr)
  - 9 juin 2019 sur Canal+ (en VF)
  - 25 juin 2020 sur M6
- Québec : 8 juin 2019 sur ARTV[8]

- États-Unis : 10,54 millions de téléspectateurs[9] (première diffusion)
- Canada : 1,952 million de téléspectateurs[10] (première diffusion + différé 7 jours)
- France : 847 000 téléspectateurs (8,7 %)[11]

- L'épisode est dédié à la mémoire d'Alex Hanan, un ami proche du créateur de la série, Dan Fogelman. Il est décédé le 23 juillet 2018 à 46 ans, après une longue bataille contre le cancer du poumon[12].

### Épisode 2:Indiscrétion
- États-Unis /  Canada : 2 octobre 2018 sur NBC / CTV
- France :
  - 7 octobre 2018 sur Canal+ Séries (en VOSTFr)
  - 9 juin 2019 sur Canal+ (en VF)
  - 25 juin 2020 sur M6

- États-Unis : 8,87 millions de téléspectateurs[13] (première diffusion)
- Canada : 1,7 million de téléspectateurs[14] (première diffusion + différé 7 jours)
- France : 847 000 téléspectateurs (8,7 %)[11]

### Épisode 3:Fille à papa
- États-Unis /  Canada : 9 octobre 2018 sur NBC / CTV
- France :
  - 14 octobre 2018 sur Canal+ Séries (en VOSTFr)
  - 9 juin 2019 sur Canal+ (en VF)
  - 2 juillet 2020 sur M6

- États-Unis : 8,91 millions de téléspectateurs[15] (première diffusion)
- Canada : 1,288 million de téléspectateurs[16] (première diffusion + différé 7 jours)
- France : 1,34 million de téléspectateurs (6,1 %)[17]

Dans le passé, Rebecca prend des cours de cuisine, mais frustrée à l'idée de finir dans le rôle d'une femme au foyer, échange très vite la matière contre les cours de menuiserie. Puisqu'elle est la seule fille, tous les garçons se moquent d'elle, sauf Alan qui accepte de lui venir en aide. Des années plus tard, Alan revient voir Rebecca et souhaite qu'elle parte vivre à New York avec lui mais Rebecca confie à la mère du jeune homme qu'elle a des sentiments pour quelqu'un d'autre. Jack, lui, a un plan pour protéger sa mère de son père devenu complètement fou. Jack et Rebecca se rencontrent au supermarché et plus tard, Rebecca propose à Jack de partir à Los Angeles avec elle.

### Épisode 4:Vietnam
- États-Unis /  Canada : 16 octobre 2018 sur NBC / CTV
- France :
  - 21 octobre 2018 sur Canal+ Séries (en VOSTFr)
  - 23 juin 2019 sur Canal+ (en VF)
  - 2 juillet 2020 sur M6

- États-Unis : 8,92 millions de téléspectateurs[18] (première diffusion)
- Canada : 1,589 million de téléspectateurs[19] (première diffusion + différé 7 jours)
- France : 1,10 million de téléspectateurs (5,5 %)[17]

### Épisode 5:Toby
- États-Unis /  Canada : 23 octobre 2018 sur NBC / CTV
- France :
  - 28 octobre 2018 sur Canal+ Séries (en VOSTFr)
  - 23 juin 2019 sur Canal+ (en VF)
  - 2 juillet 2020 sur M6

- États-Unis : 8,53 millions de téléspectateurs[20] (première diffusion)
- Canada : 1,748 million de téléspectateurs[21] (première diffusion + différé 7 jours)
- France : 824 000 téléspectateurs (6,5 %)[22]

Lorsqu'il était enfant, Toby divertissait sa mère avec des imitations après son divorce et protégeait son frère avec lequel il entretient désormais des liens distants. Devant assumer le statut de l'homme de la maison après le départ de son père, Toby entame une dépression nerveuse. Dans le présent, il s'effondre de nouveau quand Kate lui apprend qu'elle est enceinte, ayant arrêté ses antidépresseurs, et elle comprend que désormais, elle devra l'aider comme il l'a soutenue.
Dans le passé, Jack fait promettre à Miguel de s'occuper de Rebecca et des enfants si jamais il lui arrive quelque chose. Une promesse que Miguel tiendra en livrant un piano qui permettra à Rebecca et Kate de renouer avec la musique, en consolant Randall dont la soirée de promotion s'est mal passée et en hébergeant Kevin qui a fini complètement ivre.

### Épisode 6:Intégration
- États-Unis /  Canada : 30 octobre 2018 sur NBC / CTV
- France :
  - 4 novembre 2018 sur Canal+ Séries (en VOSTFr)
  - 23 juin 2019 sur Canal+ (en VF)
  - 2 juillet 2020 sur M6

- États-Unis : 8,88 millions de téléspectateurs[23] (première diffusion)
- Canada : 1,716 million de téléspectateurs[24] (première diffusion + différé 7 jours)
- France : 669 000 téléspectateurs (8,9 %)[22]

### Épisode 7:Rencontres décisives
- États-Unis /  Canada : 13 novembre 2018 sur NBC / CTV
- France
  - 18 novembre 2018 sur Canal+ Séries (en VOSTFr)
  - 30 juin 2019 sur Canal+ (en VF)
  - 9 juillet 2020 sur M6

- États-Unis : 8,47 millions de téléspectateurs[25] (première diffusion)
- Canada : 1,671 million de téléspectateurs[26] (première diffusion + différé 7 jours)
- France : 1,06 million de téléspectateurs (5,3 %)[27]

- Miguel et les versions adolescente et enfant de la fratrie sont absents de cet épisode.
- Les paroles d'Invisible ink, la chanson que chante Rebecca dans la voiture avec Jack, sont consultables en français sur Beatgogo.fr[28].

### Épisode 8:Question d'influence
- États-Unis /  Canada : 20 novembre 2018 sur NBC / CTV
- France :
  - 25 novembre 2018 sur Canal+ Séries (en VOSTFr)
  - 30 juin 2019 sur Canal+ (en VF)
  - 9 juillet 2020 sur M6

- États-Unis : 7,91 millions de téléspectateurs[29] (première diffusion)
- Canada : 1,634 million de téléspectateurs[30] (première diffusion + différé 7 jours)
- France : 901 000 téléspectateurs (4,7 %)[27]

Dans le passé, le soir de Thanksgiving, Randall écrit une dissertation poignante sur le pompier qui l'a amené à l'hôpital. Jack et Rebecca accueillent Miguel pour son premier Thanksgiving, depuis sa séparation. Jack dit à Miguel qu'il doit se ré-affirmer en tant que père.
Dans le présent, Beth et Jae-Won ne s'entendent pas du tout et alors que Randall, Annie et Déjà distribuent avec eux de la nourriture aux indigents, Randall admet qu'il a soutenu Beth pour lui redonner confiance en elle. Tess, malade, reste à la maison avec Kate et Toby.
Pendant la guerre du Vietnam, Jack fête Thanksgiving avec son escouade. Il sauve un petit garçon vietnamien blessé au pied, et Nicky refuse de l'aider car il a autrefois été trahi par un villageois. Jack soigne le garçon à sa place et en remerciement, sa jeune mère offre à Jack son collier.
Dans le passé, William et Jesse se rencontrent pour la première fois lors d'une réunion de dépendants à des substances et William dit être célibataire.
Dans le présent, Tess confie à sa tante Kate que ses règles ont commencé et qu'elle croit être lesbienne. Toby a peur de ne pas être un assez bon père. Pendant, le repas, Déjà se décide à répondre au sms reçu plus tôt de sa mère et lui souhaite une bonne fête.
Miguel passe Thanksgiving chez ses enfants avec Rebecca et il la défend quand son fils et sa fille lui manquent de respect. Rebecca et Miguel rejoignent ensuite Randall, Kate et leurs familles chez Randall pour le dessert de Thanksgiving.

### Épisode 9:Nouveaux horizons
- États-Unis /  Canada : 27 novembre 2018 sur NBC / CTV
- France :
  - 2 décembre 2018 sur Canal+ Séries (en VOSTFr)
  - 7 juillet 2019 sur Canal+ (en VF)
  - 9 juillet 2020 sur M6

- États-Unis : 8,98 millions de téléspectateurs[31] (première diffusion)
- Canada : 1,766 million de téléspectateurs[32] (première diffusion + différé 7 jours)

Jack a du mal à gérer le comportement de Nicky, qui consomme de plus en plus de drogues et un bateau explose après qu'il s'est absenté du camp.
Dans le présent, Kevin et Zoé arrivent dans la ville où Jack a servi pendant la guerre. Mais aucun renseignement ne leur parvient sur Jack et sur la femme au collier. Ils ignorent que Nick est toujours en vie et habite en Pennsylvanie. Kate envisage de changer de travail le temps de sa grossesse et tente un emploi de professeur de musique dans un lycée, mais elle ne peut enseigner sans un diplôme et grâce à Toby, elle reprend les études dans une université communautaire. Plus tard, elle apprend qu'elle attend un garçon.
Déjà veut revoir sa mère et Tess avoue à ses parents qu'elle croit être lesbienne. Randall est confronté à Beth, qui trouve que la campagne electorale prend trop de place dans leur vie de famille, surtout que Jae-Won pense qu'il ne gagnera pas l'élection.

### Épisode 10:Transmission
- États-Unis /  Canada : 15 janvier 2019 sur NBC / CTV
- France :
  - 20 janvier 2019 sur Canal+ Séries (en VOSTFr)
  - 7 juillet 2019 sur Canal+ (en VF)
  - 9 juillet 2020 sur M6

- États-Unis : 7,74 millions de téléspectateurs[33] (première diffusion)
- Canada : 1,585 million de téléspectateurs[34] (première diffusion + différé 7 jours)

### Épisode 11:Road Trip1rePartie
- États-Unis /  Canada : 22 janvier 2019 sur NBC / CTV
- France :
  - 27 janvier 2019 sur Canal+ Séries (en VOSTFr)
  - 14 juillet 2019 sur Canal+ (en VF)
  - 16 juillet 2020 sur M6

- États-Unis : 8,22 millions de téléspectateurs[35] (première diffusion)
- Canada : 1,657 million de téléspectateurs[36] (première diffusion + différé 7 jours)
- France : 1,48 million de téléspectateurs (7,0 %)[37]

### Épisode 12:Road Trip2ePartie
- États-Unis /  Canada : 12 février 2019 sur NBC / CTV
- France :
  - 17 février 2019 sur Canal+ Séries (en VOSTFr)
  - 14 juillet 2019 sur Canal+ (en VF)
  - 16 juillet 2020 sur M6

- États-Unis : 7,40 millions de téléspectateurs[38] (première diffusion)
- Canada : 1,541 million de téléspectateurs[39] (première diffusion + différé 7 jours)
- France : 1,23 million de téléspectateurs (6,2 %)[37]

### Épisode 13:Rêver
- États-Unis /  Canada : 19 février 2019 sur NBC / CTV
- France :
  - 24 février 2019 sur Canal+ Séries (en VOSTFr)
  - 21 juillet 2019 sur Canal+ (en VF)
  - 16 juillet 2020 sur M6

- États-Unis : 7,55 millions de téléspectateurs[40] (première diffusion)
- Canada : 1,473 million de téléspectateurs[41] (première diffusion + différé 7 jours)

### Épisode 14:Remise de diplôme
- États-Unis /  Canada : 5 mars 2019 sur NBC / CTV
- France :
  - 9 mars 2019 sur Canal+ Séries (en VOSTFr)
  - 21 juillet 2019 sur Canal+ (en VF)
  - 16 juillet 2020 sur M6

- États-Unis : 7,82 millions de téléspectateurs[42] (première diffusion)
- Canada : 1,412 million de téléspectateurs[43] (première diffusion + différé 7 jours)

### Épisode 15:L'Attente
- États-Unis /  Canada : 12 mars 2019 sur NBC / CTV
- France :
  - 16 mars 2019 sur Canal+ Séries (en VOSTFr)
  - 28 juillet 2019 sur Canal+ (en VF)
  - 23 juillet 2020 sur M6

- États-Unis : 7,74 millions de téléspectateurs[44] (première diffusion)
- Canada : 1,546 million de téléspectateurs[45] (première diffusion + différé 7 jours)
- France : 1,26 million de téléspectateurs (6,3 %)[46]

### Épisode 16:Premières fois
- États-Unis /  Canada : 19 mars 2019 sur NBC / CTV
- France :
  - 23 mars 2019 sur Canal+ Séries (en VOSTFr)
  - 28 juillet 2019 sur Canal+ (en VF)
  - 23 juillet 2020 sur M6

- États-Unis : 7,64 millions de téléspectateurs[47] (première diffusion)
- Canada : 1,724 million de téléspectateurs[48] (première diffusion + différé 7 jours)
- France : 1,2 million de téléspectateurs (6,4 %)[46]

### Épisode 17:Randall & Beth
- États-Unis /  Canada : 26 mars 2019 sur NBC / CTV
- France :
  - 30 mars 2019 sur Canal+ Séries (en VOSTFr)
  - 4 août 2019 sur Canal+ (en VF)
  - 23 juillet 2020 sur M6

- États-Unis : 7,63 millions de téléspectateurs[49] (première diffusion)
- Canada : 1,598 million de téléspectateurs[50] (première diffusion + différé 7 jours)
- France : 986 000 téléspectateurs (7,5 %)[46]

### Épisode 18:Ensemble
- États-Unis /  Canada : 2 avril 2019 sur NBC / CTV
- France :
  - 6 avril 2019 sur Canal+ Séries (en VOSTFr)
  - 4 août 2019 sur Canal+ (en VF)
  - 23 juillet 2020 sur M6

- États-Unis : 8,22 millions de téléspectateurs[51] (première diffusion)
- Canada : 1,826 million de téléspectateurs[52] (première diffusion + différé 7 jours)
- France : 683 000 téléspectateurs (8,1 %)[46]

## Audiences aux Etats-Unis
| N° d'épisode | Titre original                            | Titre français         | Chaîne | Date de diffusion originale | Audience (en millions de téléspectateurs) | Pdm sur les 18-49 ans |
| ------------ | ----------------------------------------- | ---------------------- | ------ | --------------------------- | ----------------------------------------- | --------------------- |
| 1            | Nine Bucks                                | Soirée mémorable       | NBC    | 25 septembre 2018           | 10.54                                     | 3.0                   |
| 2            | A Philadelphia Story                      | Indiscrétions          | NBC    | 2 octobre 2018              | 8.87                                      | 2.4                   |
| 3            | Katie Girls                               | Fille à papa           | NBC    | 9 octobre 2018              | 8.91                                      | 2.3                   |
| 4            | Vietnam                                   | Vietnam                | NBC    | 16 octobre 2018             | 8.92                                      | 2.2                   |
| 5            | Toby                                      | Toby                   | NBC    | 23 octobre 2018             | 8.53                                      | 2.1                   |
| 6            | Kamsahamnida                              | Intégration            | NBC    | 30 octobre 2018             | 8.88                                      | 2.1                   |
| 7            | Sometimes                                 | Rencontres décisives   | NBC    | 13 novembre 2018            | 8.47                                      | 2.0                   |
| 8            | Six Thanksgivings                         | Question d'influence   | NBC    | 20 novembre 2018            | 7.91                                      | 1.8                   |
| 9            | The Beginning Is the End Is the Beginning | Nouveaux horizons      | NBC    | 27 novembre 2018            | 8.98                                      | 2.1                   |
| 10           | The Last Seven Weeks                      | Transmission           | NBC    | 15 janvier 2019             | 7.74                                      | 2.0                   |
| 11           | Songbird Road: Part One                   | Road trip : 1re Partie | NBC    | 22 janvier 2019             | 8.22                                      | 1.9                   |
| 12           | Songbird Road: Part Two                   | Road trip : 2e Partie  | NBC    | 12 février 2019             | 7.40                                      | 1.7                   |
| 13           | Our Little Island Girl                    | Rêver                  | NBC    | 19 février 2019             | 7.55                                      | 1.8                   |
| 14           | The Graduates                             | Remise de diplôme      | NBC    | 5 mars 2019                 | 7.82                                      | 1.7                   |
| 15           | The Waiting Room                          | L'attente              | NBC    | 12 mars 2019                | 7.74                                      | 1.8                   |
| 16           | Don't Take My Sunshine Away               | Premières fois         | NBC    | 19 mars 2019                | 7.64                                      | 1.7                   |
| 17           | R & B                                     | Randall & Beth         | NBC    | 26 mars 2019                | 7.63                                      | 1.7                   |
| 18           | Her                                       | Ensemble               | NBC    | 2 avril 2019                | 8.22                                      | 1.9                   |